# Louis Zimmer

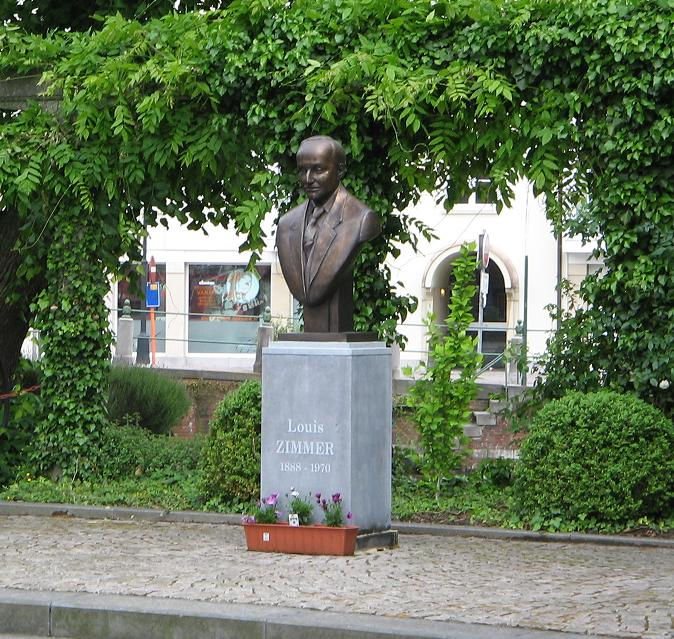
Büste von Louis Zimmer

Louis Zimmer (* 8. September 1888 in Lier, Belgien; † 12. Dezember 1970 ebenda; auch Ludwig Zimmer) war ein belgischer Uhrmacher.

## Wirken

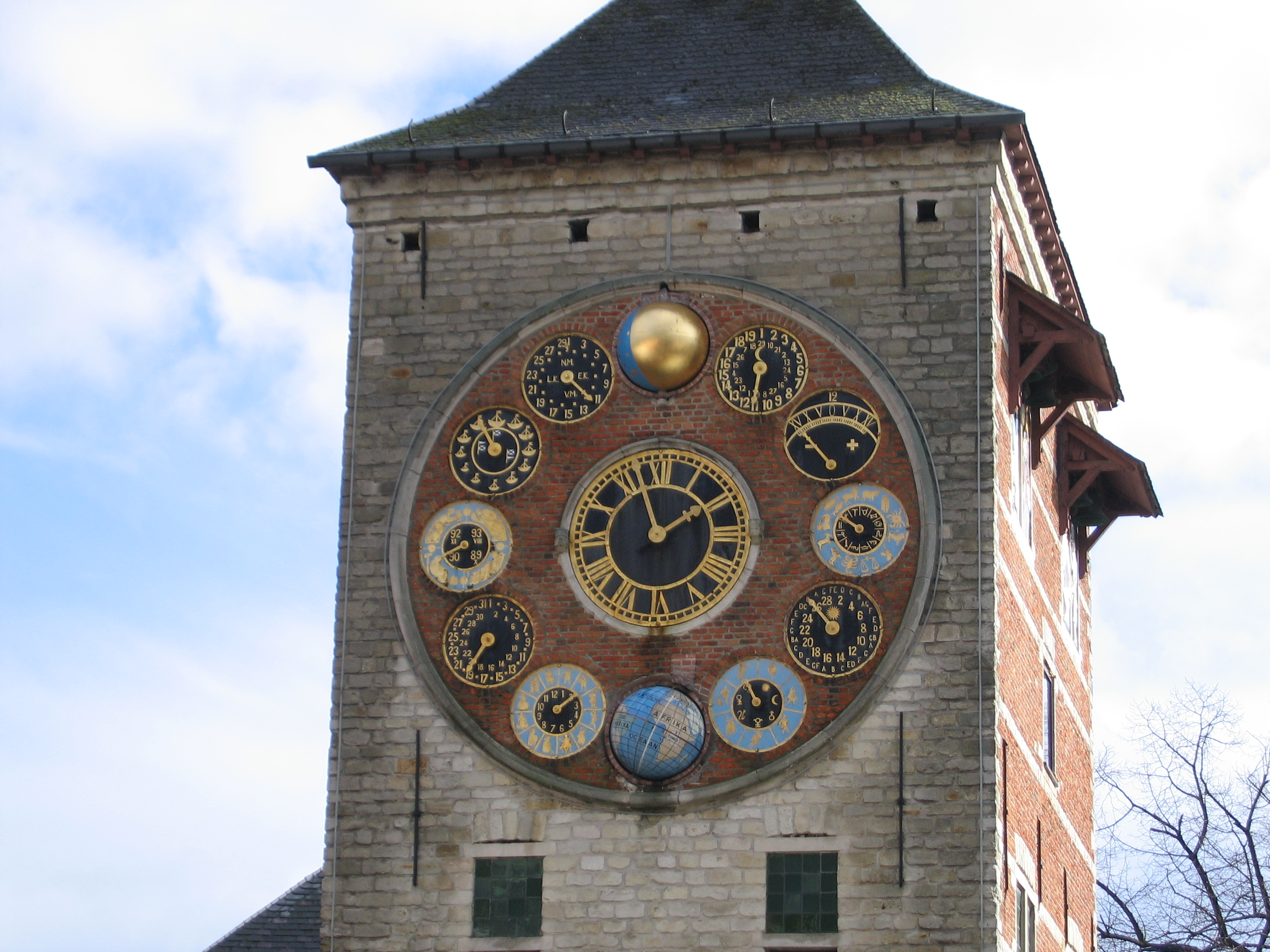
Lier: Zimmerturm und Jubiläumsuhr (1930)

Zimmer ist Erbauer und Stifter der monumentalen Jubiläumsuhr (1930) und des astronomischen Studios (1932) im nach ihm benannten Zimmerturm in Lier. Dieser Turm beherbergt die massive Turmuhr, die die astronomischen Außenanzeigen, die Automaten und die neun Abteilungen und 51 Abbildungen des astronomisch-didaktischen Studios bewegt. Die Mechanik vermittelt auf anschauliche Weise die kosmischen Zusammenhänge.
Zimmer erbaute eine weitere hochkomplexe mechanische Wunderuhr, die 93 Zifferblätter und 14 Automaten bewegt. Sie wurde 1939 auf der Weltausstellung in New York präsentiert und ist heute in einem Nebengebäude des Zimmerturmkomplexes in Lier aufgestellt.
Ludwig Zimmer wurde am 13. Juni 1970, anlässlich des 40. Jahrestags der Eröffnung des Zimmerturms, für seine Verdienste um die Stadt Lier zum ersten Ehrenbürger ernannt.
Der Asteroid (3064) Zimmer wurde nach ihm benannt.